# فيلهيلمينا كوبر
فيلهيلمينا كوبر (1 مايو 1939 - 1 مارس 1980) عارضة أزياء هولندية الذي بدأ مع وكالة عارضي فورد وأسست وكالة عارضات فيلهيلمينا خاصة بها في مدينة نيويورك في ذروة نجاحها عام 1967.

## نشأتها
ولدت خيرترودا بيهمنبيرخ في كولمبورغ، هولندا، عرفت مهنيا ببساطة بأسم «فيلهيلمينا»، أو «فيلي» بين المقربين، نشأت في أولدنبورغ، ألمانيا. انتقلت مع عائلتها إلى شيكاغو، إلينوي، الولايات المتحدة، في عام 1954. أصبحت واحدة من العارضات الأكثر شهرة في عقد 1950 وعقد 1960. خلال حياتها المهنية كعارضة طهرت على أغلفة عديد من المجلات ووصلت إلى 255 مجلة تقريبا. وهي أيضا تعتبر حاملة الرقم القياسي كأكثر من ظهر على غلاف مجلة  فوغ ، في أمريكا والتي تمثلت في 27 مرة، أو 28 مرة.

## روابط خارجية
- عارضات فيلهيلمينا
- فيلهيلمينا كوبر على موقع فايند أغريف